# Смирнов, Анатолий Павлович
Анато́лий Па́влович Смирно́в (род. 14 марта 1945) — советский и российский дипломат. Чрезвычайный и полномочный посол (2008).

## Биография
В 1969 году окончил МГПИИЯ им. М. Тореза, в 1985 году — Дипломатическую академию МИД СССР. Владеет английским и французским языками. Кандидат исторических наук.
В системе МИД с 1975 года. Работал на различных дипломатических должностях в центральном аппарате Министерства и за рубежом.
- С 11 января 1994 по 28 июля 1998 года — чрезвычайный и полномочный посол Российской Федерации в Руандийской Республике[1][2].
- В 1998—2000 годах — заместитель директора Департамента Африки МИД России.
- В 2000—2003 годах — генеральный консул России в Эдинбурге (Великобритания).
- В 2004—2005 годах — заместитель директора Департамента безопасности МИД России.
- С 3 августа 2005 по 14 июля 2010 года — чрезвычайный и полномочный посол Российской Федерации в Республике Мали и Республике Нигер по совместительству[3][4].

С июля 2010 года — на пенсии.

## Семья
Женат. Отец троих детей.

## Дипломатический ранг
- Чрезвычайный и полномочный посланник 2 класса (10 ноября 1993)[5]
- Чрезвычайный и полномочный посланник 1 класса (16 апреля 1997)[6]
- Чрезвычайный и полномочный посол (17 декабря 2008)[7]